# Eugène van Vijfeijken
Eugène (Eus) van Vijfeijken (Nijmegen, 18 mei 1951) is een Nederlands voormalig profvoetballer die als linkeraanvaller speelde.
Van Vijfeijken kwam in 1971 van SCE naar N.E.C.. Daar speelde hij in het seizoen 1971/72 maar eenmaal in de Eredivisie en hij werd verkocht aan FC Wageningen dat in de Eerste divisie speelde. Met Wageningen speelde hij in het seizoen 1980/81 in de Eredivisie (32 wedstrijden, 4 doelpunten). Hij stopte in 1984 en werd trainer in het amateurvoetbal. Van Vijfeijken had onder meer VV Gassel, vv De Zwaluw en VV Heijen onder zijn hoede.